# 1640 az irodalomban
Az 1640. év az irodalomban.

## Események
- Pierre Corneille Horace (Horatius) című drámájának bemutatója Párizsban.

## Publikációk

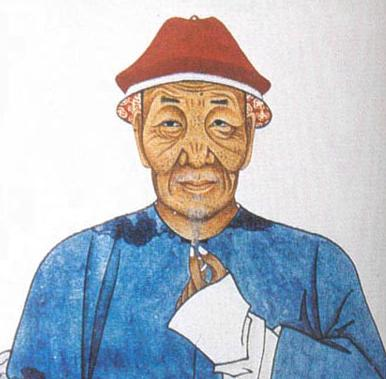
Pu Szung-ling kínai író

- Johann Michael Moscherosch német író önéletrajzi írása (Wunderliche und Wahrhafftige Gesichte Philanders von Sittewald, magyarul Sittewaldi Philander csodálatos és igaz élete).
- Cornelius Jansen németalföldi katolikus teológus Augustinus című értekezése.

## Születések
- június 5. – Pu Szung-ling kínai író, a fantasztikus-realista novella típusának megteremtője a klasszikus kínai irodalomban († 1715)

## Halálozások
- április 2.  – Paul Fleming, a német barokk nevezetes lírikusa (* 1609)
- április – Uriel da Costa újkori portugáliai zsidó író (* 1585 körül)
- ? – John Ford angol költő, drámaíró (* 1586)